# 낙헌제

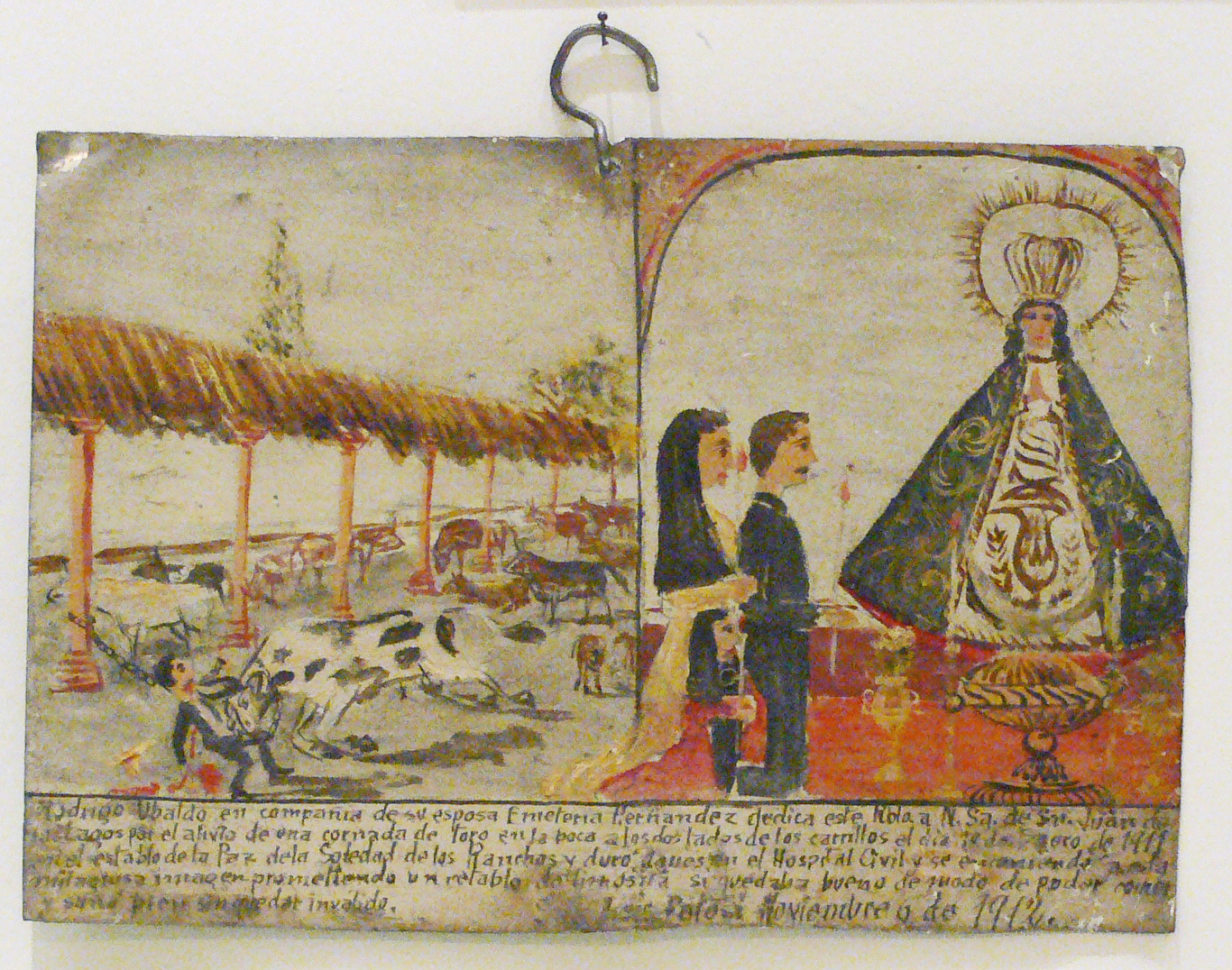

낙헌제 (freewill offering)란 자발적이고 즐거운 마음으로 하나님께 예물을 드리는 제사이다. 감사하는 마음으로 드린다는 점에서는 감사제와 비슷하지만 축복을 받는 것에 상관없이 드린점이 다르다. 소제와 함께 드릴수 있다.

## 구약성경
하나님에게 자원하는 경건심에서 서원이나 기도와 함께 임의(任意)로 드려진 동물희생제사이다(레 22:18,민 15:3,시54:6). 같은 원어가 자원하는 예물로도 번역되어 있다(레 7:16).

## 같이 보기
- 감사제